# ISAS
ISAS Institute of Space and Astronautical Science (宇宙科学研究所 Uchū kagaku kenkyūjo?) var Tokyos universitets Rymdforskningsinstitut i Komaba fram till 1981. Då blev det en nationell forskningsmyndighet direkt under Japans utbildningsdepartement, Institute of Space and Astronautical Science. I oktober 2003 blev ISAS en del av JAXA.

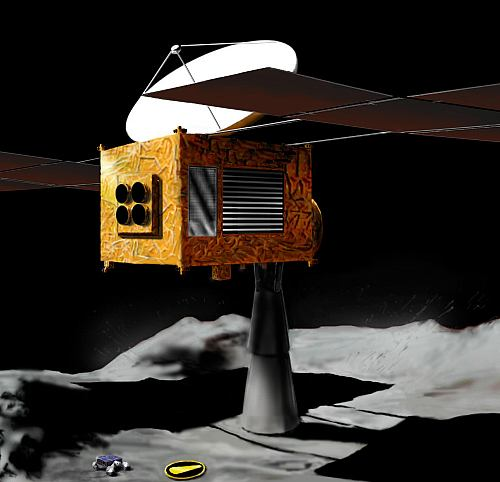
Hayabusa på 23143 Itokawa.

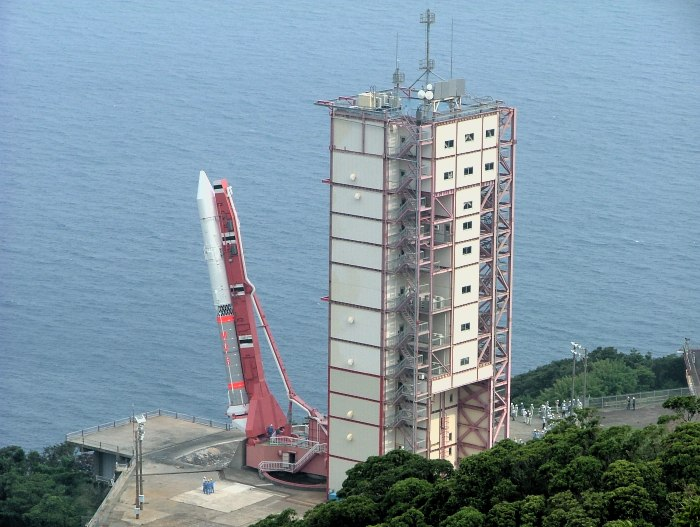
M-V i Kagoshima

## Historik
1955 blev förbudet mot att utveckla raketer upphävt och professor Itokawa Hideo vid Tokyos universitets dåvarande Institute of Industrial Science, experimenterade med fastbränsleraketer i miniatyr och skickade upp 23 centimeter långa ”pencil”-raketer ut över Japanska havet. Dessa växte till Κ (Kappa) sondraket, och användes till observationer för Internationella geofysiska året.  1960 nådde Κ-8 200 km höjd. 1964 slogs raketgruppen och ett Institute of Aeronautics plus ett höghöjdsballong-team ihop och bildade Institute of Space and Aeronautical Science (宇宙航空研究所 Uchū kōkū kenkyūjo?) på Tokyos universitet, Komaba campus. Här utvecklades inte bara bärraketerna, utan av bland andra solfysikern Obayashi Tatsuos ledning även de detektorer och forskningsinstrument som skulle utgöra dessas så kallade nyttolast.  
I februari 1962 hade en rymdbas etablerats på Kyushu, Kagoshima Space Center (鹿児島宇宙空間観測所?). Härifrån sändes raketer ut över Stilla havet med hjälp av jordens rotation. ISAS föregångare skickade upp fastbränsleraketerna Kappa och Lambda i suborbitala flygningar med sondraketer. Den 11 februari 1970 skickades den första japanska satelliten Ōsumi på 24 kg upp med en Lambda L-4S-5. 
Senare utvecklade ISAS trestegsraketen Myu (μ). Lambdamodellen var sondraketer, men nästa generation raketer var byggd som satellitbärande farkost från början.  Fastbränsleraketerna utvecklades från M-3 till M-V och skickade upp rymdteleskop och rymdsonder för grundläggande forskning inom astrofysik.
Rymdbasen Kagoshima med Mu-raketerna blev efterhand bortrationaliserad under JAXA och degraderad till spårningsstationen Uchinoura. Astronomisatelliterna och rymdsonderna udvecklas, sänds upp och drivs från 2003 av JAXA, såsom månsonden SELENE (Kaguya) påbörjad av ISAS och övertagen av JAXA.  

### Lista över ISAS satelliter (före JAXA:s etablering)
SS står för Science Satellite; 
CORSA för (COsmic Radiation SAtellite); 
MUSES för (MU-rocket Space Engineering Spacecraft).
| arbetsnamn | uppskjuten        | raket   | japanskt namn                  | uppdrag                                                      |
| SS-1       | 28. sept. 1971    | M-4S-3  | Shinsei (Nya stjärnan)         | plasma och kosmisk strålning                                 |
| SS-2       | 19 augusti 1972   | M-4S-4  | Denpa (Radiovågen)             | plasma, elektronflux och geomagnetism                        |
| SS-3       | 24 februari 1975  | M-3C-2  | Taiyo (Solen)                  | Röntgenstrålning och UV                                      |
| Exos A     | 4 februari 1978   | M-3H-2  | Kyokko (Polarskenet)           | bilder av sydsken                                            |
| Exos B     | 16 september 1978 | M-3H-3  | Jikiken (Magnetosfären)        | plasmaresonans                                               |
| Exos C     | 14 februari 1984  | M-3S-4  | Ozora (himlen)                 | Övre atmosfären                                              |
| Exos D     | 21 februari 1989  | M-3II-4 | Akebono (Gryningen)            | polarskensbilder                                             |
| CORSA-A    | 4 februari 1976   | M-3C-3  | fiasko, så inget japanskt namn | röntgenastronomi                                             |
| CORSA-B    | 21 februari 1979  | M-3C-4  | Hakuchō (Svanen)               | röntgenastronomi                                             |
| ASTRO-A    | 21 februari 1981  | M-3S-2  | Hinotori (Fenixen)             | röntgenastronomi.                                            |
| ASTRO-B    | 20 februari 1983  | M-3S-3  | Tenma (Pegasos)                | röntgenastronomi.                                            |
| ASTRO-C    | 5 februari 1987   | M-3II-3 | Ginga (galaxen)                | röntgenastronomi.                                            |
| ASTRO-D    | 20 februari 1993  | M-3II-7 | Asuka (morgonfågeln)           | röntgenastronomi.                                            |
| ASTRO-E    | 10 februari 2000  | M-V     | fiasko, så inget japanskt namn | röntgenastronomi.                                            |
| ASTRO-E2   | 10 juli 2005      | M-V     | Suzako (röd sydlig fågel)      | röntgenastronomi.                                            |
| ASTRO-F    | 21 februari 2006  | M-V     | Akari (ljuset)                 | infraröd teleskop.                                           |
| SOLAR-A    | 30 augusti 1991   | M-3II-6 | Yōkō (solstrålen)              | korona- och flareobservationer.                              |
| MUSES-A    | 24 januari 1990   | M-3II-5 | Hiten (himmelsk jungfru)       | månsond med Hagoromo (änglaskrud) subsond.                   |
| MUSES-B    | 12 februari 1997  | M-V     | Haruka (fjärran)               | radioteleskop till VLBI (Very Long Baseline Interferometry). |
| MUSES-C    | 9 maj 2003        | M-V     | Hayabusa (pilgrimsfalken)      | insamling av prover från asteroiden 25143 Itokawa.           |
| PLANET-A   | 19 augusti 1985   | M-3II-2 | Suisei (komet)                 | sond till Halleys komet.                                     |
| PLANET-B   | 4 juli 1998       | M-V     | Nozomi (hoppet)                | marssond.                                                    |
| ingen      | 1 augusti 1985    | M-3II-1 | Sakigake (pionjär)             | sond till Halleys komet.                                     |

ASTRO-G, SOLAR-B, PLANET-C (venussond), och SELENE: se JAXA.